# Kunstindeks Danmark
Kunstindeks Danmark är ett centralt register över konstverk i statliga och statligt anknutna danska museer. 
Registret etablerades 1985 på Statens Museum for Kunst och sköts sedan 2002 av Kulturarvsstyrelsen. Syftet med registret är att erbjuda museerna ett landsomfattande register, vilket kan underlätta deras inköpspolitik, samt att ge allmänheten inblick i museernas permanenta utställningar och magasin. Det innehöll 2010 uppgifter om fler än 100.000 verk av danska och utländska konstnärer, varv en dryg tredjedel illustreras med fotografier.
En digitaliserad utgåva av Weilbachs Kunstnerleksikon ingår i Kunstindeks Danmark.